# Abadía (impuesto)
Se llama abadía al derecho que en Galicia y otras partes de España tenían los curas párrocos de percibir a la muerte de sus feligreses cierto tributo de los bienes muebles o semovientes que dejaban, como igualmente el mismo tributo o cosa tributada. Es conocido también con el nombre de Luctuosa. 
Se llama abadía por el tratamiento de abad que allí se da comúnmente al cura, y suele consistir en una de las joyas que deja el difunto, como por ejemplo en una pieza de su mejor vestido o de ropa de cama, en un par de pendientes o almendrillas u otro adorno femenil y tal vez en alguna cabeza de ganado, según la costumbre que varía de lugar a lugar tanto sobre la cantidad y calidad de la contribución como sobre la clase de las personas contribuyentes.
Este derecho no tiene otro apoyo que la costumbre y la costumbre se acredita con la posesión decenaria o de diez años. Su introducción se atribuye a la liberalidad de los herederos, que viendo en tiempos antiguos la buena voluntad con que los curas se prestaban a hacer los funerales sin exigir estipendio, y observando por otra parte que apenas percibían de sus parroquias la congrua sustentación, les daban la mejor joya que poseía el difunto. Y esta liberalidad degeneró por fin en costumbre obligatoria que se mantuvo por los tribunales a pesar de haber cesado las causas que la motivaron.
Con el nombre de mincio, micion o nuncio es conocido en Castilla, un tributo similar que recogía el derecho que tenía el Señor, cuando moría alguno de sus vasallos, de tomar para sí una cabeza de ganado de las mejores.